# Fortaleza de Berlín
La Fortaleza de Berlín (en alemán “Festung Berlin”) era la fortificación de la histórica ciudad de Berlín. La construcción comenzó en 1650. La demolición de sus defensas comenzó en 1740.

## Historia

Paisaje urbano de 1688 (J.B.Schultz)

Berlín era un importante punto comercial en la ruta principal este-oeste (hoy Bundesstraße 1). Sin embargo, no tenía fortificaciones reales, a diferencia de Spandau en el oeste (Ciudadela de Spandau), y Köpenick en el este (Palacio de Köpenick). Aunque Berlín no fue lugar de ninguna batalla durante la Guerra de los Treinta Años (1618-1648), sufrió duramente por la ocupación sueca; al final de la guerra en 1631, un tercio de los edificios habían sido demolidos y mitad de la población había huido o muerto.
Federico Guillermo I de Brandeburgo ordenó al arquitecto ingeniero Johann Gregor Memhardt realizar los planos de una fortificación para la ciudad. Estos comenzaron en 1650 siguiendo el modelo de fortificación de los bastiones en el norte de Italia. Se levantaron enormes murallas y el espacio que quedaba en medio fue llenado de agua. 
Durante los siguientes años, las murallas se deterioraron hasta tal punto que Federico Guillermo I de Prusia decidió abandonarlas en 1734. En su lugar se levantó el Muro Aduanero de Berlín, un proyecto que continuó hasta 1737. En 1740 se comenzaron a demoler los muros de la fortaleza, pero sus murallas no fueron niveladas hasta finales del siglo XIX. Hoy no queda nada aparte del rastro por donde pasaba, como se muestra en el rumbo zigzagueante de algunas calles en el centro de la ciudad. En el Stadbahn de Berlín se puede ver un mapa de las vías de ferrocarril que fueran construidas a lo largo de la sección este (norte) donde había estado la fortaleza.

## Fortificaciones

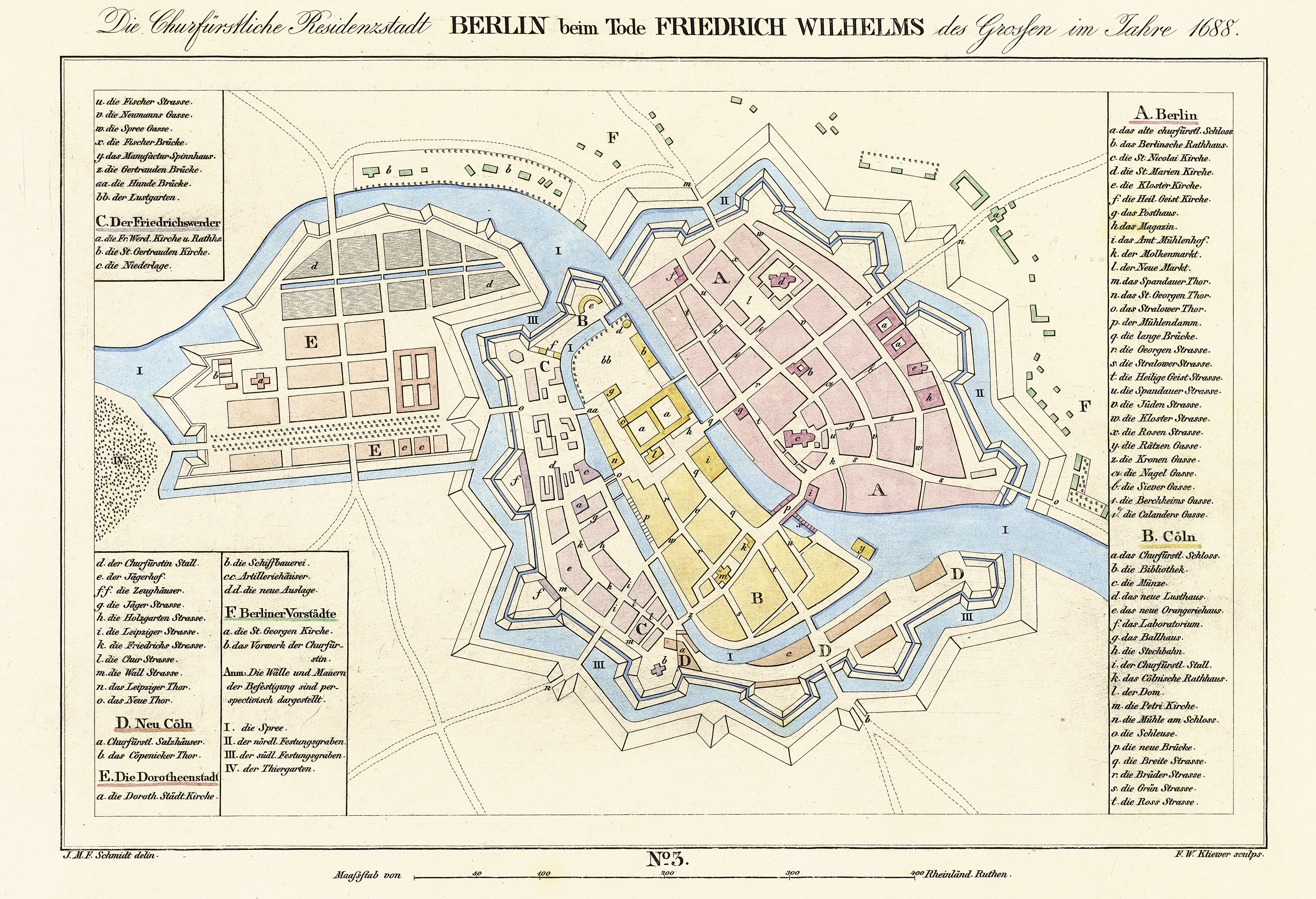
Mapa de la ciudad en 1688

La Fortaleza de Berlín tenía cinco entradas y trece bastiones.
- Entrada de Leipzig (Leipziger Tor)
- Entrada de Köpenick (Köpenicker Tor)
- Entrada de los Molinos (Mühlentor)
- Entrada de George (Georgentor), la cual recibió el nombre del Hospital Saint-Georges para ser posteriormente renombrada a Entrada del Rey (Königstor) en 1701.
- Entrada de Spandau (Spandauertor)
- Entrada de la Ciudad Nueva (Neustädtisches Tor)
- I. Leib-Garde-Bollwerk (Gießhaus-Bastion)
- II. „Wittgensteinsches“ Bollwerk
- III. „Sparr“-Bollwerk (Jäger-Bastion)
- IV. Gertrauden-Bollwerk (Spittel-Bastion)
- V. „Goltzsches“ Bollwerk (Salz-Bastion)
- VI. „Rillenfortsches“ Bollwerk (Heubinder-Bastion)
- VII. Bollwerk „im Sumpf“ (Köpenicker Bastion)
- VIII. Stralauer Bollwerk
- IX. Kloster-Bollwerk (Hetzgarten-Bastion)
- X. „Siebenburgisches“ Bollwerk (Marien-Bastion, Kommandanten-Bastion
- XI. Dragoner-Bastion
- XII. „Uffelnsches“ Bollwerk (Spandauer Bastion)
- XIII. Lustgarten-Bollwerk

## Literatura
Peter Feist. Als Berlin eine Festung war …, 1658–1746. En: Der historische Ort N.º 27. 2ª ed. Kai Homilius Verlag, Berlín 2006, ISBN 3-931121-26-7 (26 p. formato de bolsillo).
- Datos: Q871843
- Multimedia: Festung Berlin / Q871843